# 폰 노이만 대수
함수해석학에서 폰 노이만 대수(von Neumann代數, 영어: von Neumann algebra)는 어떤 복소수 바나흐 공간의 연속 쌍대 공간으로 나타낼 수 있는 C* 대수이다. 이러한 C* 대수는 항상 적절한 위상에 대하여 닫힌집합을 이루는, 복소수 힐베르트 공간 위의 유계 작용소 대수로 나타낼 수 있다.

## 정의
폰 노이만 대수의 개념은 두 가지로 정의될 수 있다.
- 추상적으로, 폰 노이만 대수는 어떤 특별한 성질을 만족시키는 C* 대수로 정의될 수 있다.
- 구체적으로, 폰 노이만 대수는 어떤 적절한 위상에 대하여 닫힌집합인, 복소수 힐베르트 공간 위의 유계 작용소 C* 대수로 정의될 수 있다.

이 두 정의는 서로 동치이다.

### 추상적 정의
C* 대수 {\displaystyle {\mathcal {A}}}가 주어졌다고 하자. 이는 복소수 바나흐 대수, 특히 복소수 바나흐 공간을 이룬다. 만약 {\displaystyle {\mathcal {A}}\cong V^{*}}가 되는 복소수 바나흐 공간 {\displaystyle V}가 존재한다면, {\displaystyle {\mathcal {A}}}를 폰 노이만 대수라고 한다. (여기서 {\displaystyle \cong }은 복소수 바나흐 공간 사이의 등거리 복소수 선형 전단사 함수의 존재이며, {\displaystyle V^{*}}는 {\displaystyle V}의 복소수 연속 쌍대 공간이다.)
사실, 이러한 복소수 바나흐 공간 {\displaystyle V}는 (등거리 복소수 선형 전단사 함수 아래) 유일하다. 이를 {\displaystyle {\mathcal {A}}}의 원쌍대 공간(영어: predual)이라고 한다.

### 구체적 정의
복소수 힐베르트 공간 {\displaystyle {\mathcal {H}}} 위의 유계 작용소들의 C* 대수 {\displaystyle \operatorname {B} ({\mathcal {H}},{\mathcal {H}})}를 생각하자. 그 부분 집합 {\displaystyle {\mathcal {A}}\subseteq \operatorname {B} ({\mathcal {H}},{\mathcal {H}})}가 덧셈과 합성과 에르미트 수반과 복소수 스칼라곱에 대하여 닫혀 있으며 항등원을 포함한다고 하자. 이제, 집합
{\displaystyle {\mathcal {A}}'=\{T\in \operatorname {B} ({\mathcal {H}},{\mathcal {H}})\colon \forall A\in {\mathcal {A}}\colon TA=AT\}}
및
{\displaystyle {\mathcal {A}}''=\{T\in \operatorname {B} ({\mathcal {H}},{\mathcal {H}})\colon \forall A'\in {\mathcal {A}}'\colon TA'=A'T\}}
를 정의할 수 있다.
그렇다면, 폰 노이만 정리에 따르면, {\displaystyle \operatorname {B} ({\mathcal {H}},{\mathcal {H}})}의 다음 세 부분 집합이 모두 같다.
- {\displaystyle {\mathcal {A}}}의 강한 작용소 위상(즉, 점별 노름 수렴 위상)에서의 폐포
- {\displaystyle {\mathcal {A}}}의 약한 작용소 위상(즉, 점별 약한-* 위상 수렴 위상)에서의 폐포
- {\displaystyle {\mathcal {A}}''}

만약 {\displaystyle {\mathcal {A}}={\mathcal {A}}''}이라면, {\displaystyle {\mathcal {A}}}(와 동형인 C* 대수)를 폰 노이만 대수라고 한다. 이 정의에 따라, 임의의 부분 집합 {\displaystyle {\mathcal {S}}\subseteq \operatorname {B} ({\mathcal {H}},{\mathcal {H}})}가 주어졌을 때 {\displaystyle {\mathcal {S}}}를 포함하는 최소의 폰 노이만 대수
{\displaystyle \operatorname {vN} ({\mathcal {S}})=\left(\operatorname {Span} _{\mathbb {C} }\{S_{1}S_{2}\dotsm S_{n}\colon n\in \mathbb {N} ,S_{1},S_{2},\dotsc ,S_{n}\in {\mathcal {S}}\cup {\mathcal {S}}^{*}\}\right)''}
가 존재함을 알 수 있다. 이를 {\displaystyle {\mathcal {S}}}로 생성되는 폰 노이만 대수(영어: von Neumann algebra generated by {\displaystyle {\mathcal {S}}})라고 한다.
추상적 정의에 따른 임의의 폰 노이만 대수에 대하여, 겔판트-나이마르크 정리를 통해 이를 힐베르트 공간 위의 작용소 대수로 표현할 수 있다. 반대로, 구체적 정의에 대한 폰 노이만 대수는 (힐베르트 공간 위의 작용을 무시할 때) 항상 추상적 정의에 부합한다.

### 무게
폰 노이만 대수 {\displaystyle A}의 원소 {\displaystyle a\in A}에 대하여, 만약 {\displaystyle a=b^{*}b}인 {\displaystyle b\in A}가 존재한다면, {\displaystyle a}를 양원소(陽元素, 영어: positive element)라고 한다. 양원소의 집합을 {\displaystyle A^{+}}로 표기하자. 이들의 집합은 반환 {\displaystyle [0,\infty )} 위의 가군을 이룬다. 마찬가지로, {\displaystyle [0,\infty ]}는 {\displaystyle [0,\infty )} 위의 가군을 이룬다.
{\displaystyle [0,\infty )}-선형 함수
{\displaystyle \omega \colon A^{+}\to [0,\infty ]}
를 무게라고 한다. 즉, 무게는 다음 조건을 만족시켜야 한다.
{\displaystyle \omega (\alpha a+\beta b)=\alpha \omega (a)+\beta \omega (b)\qquad \forall \alpha ,\beta \in \mathbb {R} ,\;a,b\in A^{+}}
위 정의에서 {\displaystyle 0\cdot \infty =0}으로 놓는다.
만약 무게 {\displaystyle \omega }가 {\displaystyle \omega (1)=1}을 만족시킨다면, 이를 상태(狀態, 영어: state)라고 한다. 무게 {\displaystyle \omega }가
{\displaystyle \omega (aa^{*})=\omega (a^{*}a)\qquad \forall a\in A}
를 만족시킨다면, 이를 대각합(對角合, 영어: trace)이라고 한다.

## 분류
폰 노이만 대수 {\displaystyle A} 가운데, 만약 {\displaystyle \operatorname {Z} (A)=\mathbb {C} \cdot 1_{A}}라면, {\displaystyle A}를 폰 노이만 인자(von Neumann因子, 영어: von Neumann factor)라고 하자. (여기서 {\displaystyle \operatorname {Z} (-)}는 환으로서의 중심이다.)
모든 폰 노이만 대수는 인자들의 직접 적분(영어: direct integral)
{\displaystyle A=\int _{X}^{\oplus }A_{x}\;\mathrm {d} \mu (x)}
으로 나타낼 수 있으며, 이러한 표현은 사실상 유일하다. 따라서, 폰 노이만 대수의 분류는 인자 대수의 분류로 귀결된다. 인자 대수의 분류는 상당 부분 알려져 있다.

## 예

### 유계 작용소
임의의 복소수 힐베르트 공간 {\displaystyle {\mathcal {H}}}에 대하여, 모든 유계 작용소의 대수 {\displaystyle \operatorname {B} ({\mathcal {H}},{\mathcal {H}})}는 폰 노이만 대수를 이룬다. 이 경우, 그 원쌍대 공간은 대각합을 부여한, 대각합류 작용소의 복소수 바나흐 공간 {\displaystyle ({\mathfrak {S}}_{1}({\mathcal {H}},{\mathcal {H}}),\operatorname {tr} )}이다.

### 르베그 공간
{\displaystyle X}가 시그마 유한 측도 공간이라고 하자.
복소수 값 ∞-르베그 공간 {\displaystyle \operatorname {L} ^{\infty }(X;\mathbb {C} )}은 (점별 덧셈과 곱셈 및 복소수 켤레에 대하여) 폰 노이만 대수를 이룬다. 그 원쌍대 공간은 1-르베그 공간 {\displaystyle \operatorname {L} ^{1}(X;\mathbb {C} )}이다.
{\displaystyle \operatorname {L} ^{\infty }(X;\mathbb {C} )}는 복소수 힐베르트 공간 {\displaystyle \operatorname {L} ^{2}(X;\mathbb {C} )} 위에 작용하는 유계 작용소 대수로 여길 수 있다. 즉, 다음과 같은 표준적인 매장이 존재한다.
{\displaystyle \operatorname {L} ^{\infty }(X;\mathbb {C} )\hookrightarrow \operatorname {B} (\operatorname {L} ^{2}(X;\mathbb {C} ),\operatorname {L} ^{2}(\mathbb {R} ;\mathbb {C} ))}
{\displaystyle [f]\mapsto ([g]\mapsto [fg])}

### 이중 연속 쌍대 공간
셔먼-다케다 정리(Sherman-[武田]定理, 영어: Sherman–Takeda theorem)에 따르면, 임의의 C*-대수 {\displaystyle A}에 대하여, 그 이중 연속 쌍대 공간 {\displaystyle A^{**}}는 표준적으로 폰 노이만 대수를 이룬다. 이 경우, {\displaystyle A^{**}}를 {\displaystyle A}의 포락 폰 노이만 대수(영어: enveloping von Neumann algebra)라고 한다.

## 역사
폰 노이만 정리는 존 폰 노이만이 증명하였다. 이후 폰 노이만과 프랜시스 조지프 머리(영어: Francis Joseph Murray, 1911~1996)가 폰 노이만 대수의 기초적 연구를 진행하였다. 폰 노이만 대수의 추상적인 정의는 사카이 쇼이치로(일본어: 境 正一郎, 1928~)가 도입하였다.
셔먼-다케다 정리는 시모어 셔먼(영어: Seymour Sherman, 1917~1977)이 1950년에 증명 없이 발표하였으며, 1954년에 다케다 지로(일본어: 武田 二郎)가 증명을 출판하였다.
이후 알랭 콘과 본 존스 등이 폰 노이만 대수의 이론에 크게 공헌하였다.